# Свята Оману

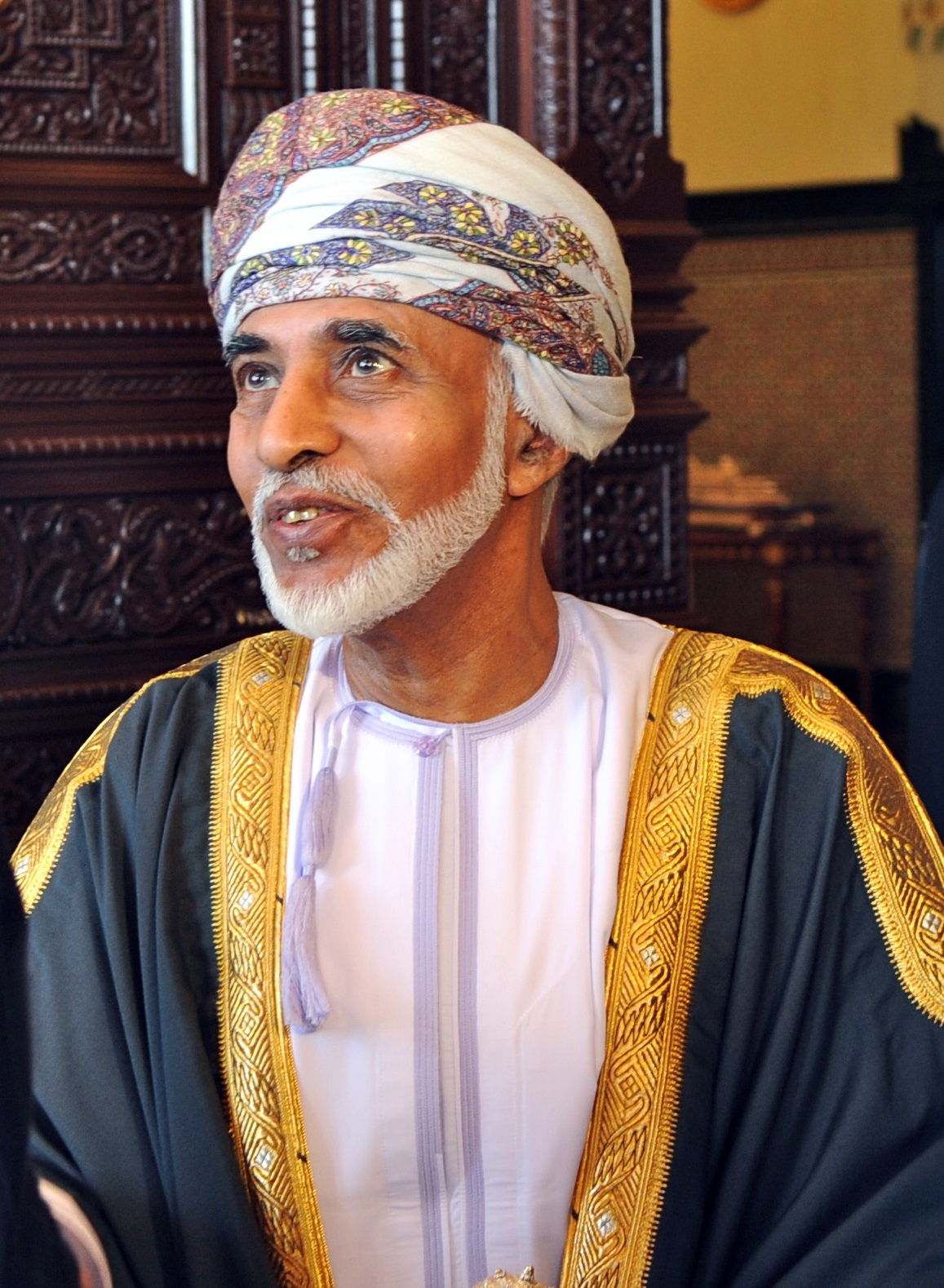
Султан Кабус бін Саїд

Свята Оману є як релігійні (мусульманські), так і світські. Найбільше світське свято — Національний день Оману, найбільше релігійне — Ід-аль-Адха.
| Дата             | Свято                    | Коментар                                                                                |
| ---------------- | ------------------------ | --------------------------------------------------------------------------------------- |
| 1 Мухаррам       | Мусульманський Новий рік | Офіційний вихідний день. Особливих святкувань цього дня немає.                          |
| 12 Рабіуль-Аввал | Мавлід                   | День народження засновника ісламу Мухаммеда. Вихідний день.                             |
| 27 Раджаб        | Раджаб-байрам            | День Вознесіння пророка Мухаммада. Вихідний день. Особливих святкувань цього дня немає. |
| 1-3 Шавваль      | Ід-аль-Фітр              | Свято на честь закінчення посту в місяць Рамадан.                                       |
| 10-13 Зуль-хіджа | Ід-аль-Адха              | Триденне свято.                                                                         |

| Дата         | Свято             | Коментар |
| ------------ | ----------------- | --- |
| 1 січня      | Новий рік         | Офіційний вихідний. Зазвичай його відзначають сім'ями на пікніках і барбекю.                                           |
| 23 липня     | День відродження  | Державне свято. Відзначається з 2006 року на честь сходження султана на престол і «початку нової ери в історії Омана». |
| 18 листопада | Національне свято | Національний день Оману, день народження Кабуса бен Саїда. Офіційний вихідний.                                         |